# Lưu trú

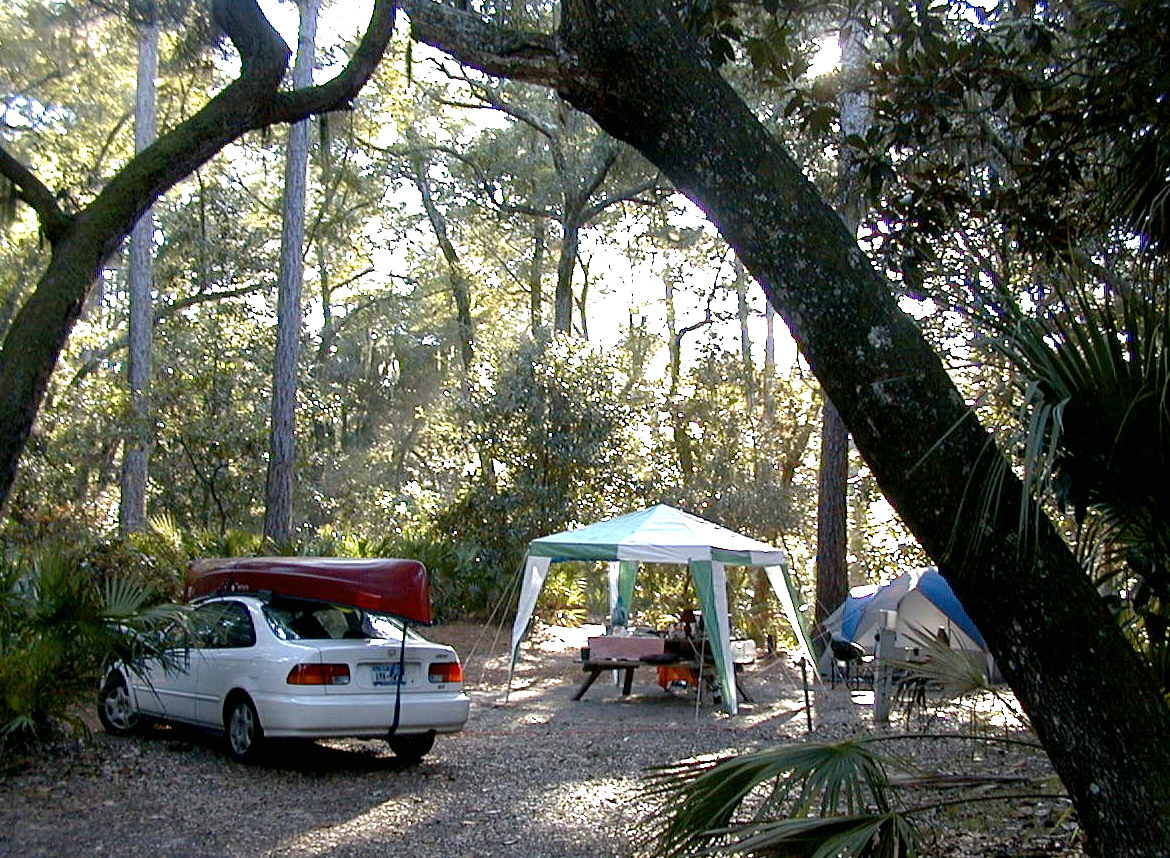
Khu cắm trại tại Công viên bang Hunting Island ở Nam Carolina

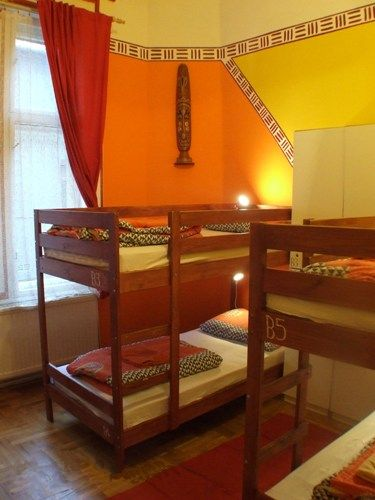
Phòng ngủ tập thể tại một nhà trọ ở Budapest, Hungary

Lưu trú là việc sử dụng một chỗ ở ngắn hạn, thường là thuê phòng hoặc thông qua một thỏa thuận khác. Những người đi xa nhà trong thời gian dài cần nơi lưu trú để nghỉ ngơi, ăn uống, ngủ, giữ an toàn, tránh thời tiết xấu và cất giữ hành lý, đồng thời có thể sử dụng các tiện ích cơ bản hàng ngày. Lưu trú là một phần của nền kinh tế chia sẻ.
Mọi người có thể chọn lưu trú tại các nơi như khách sạn, nhà nghỉ, ký túc xá, quán trọ hoặc ở nhà riêng như nhà khách, nhà nghỉ dưỡng hay homestay. Ngoài ra, cũng có thể lưu trú trong lều hoặc xe du lịch tại các khu cắm trại. Một số nơi lưu trú có thể không cung cấp sẵn đồ ăn, nhưng thường có bếp để khách tự nấu. Chỗ ở có thể do các chủ nhà, người cho thuê, khách sạn, dịch vụ lưu trú hoặc quỹ đầu tư bất động sản cung cấp.